# Ringaskiddy
Ringaskiddy (en gaèlic irlandès Rinn an Scidígh que vol dir "terra de Scidigh") és una vila al comtat de Cork, a la província de Munster. Situada a la regió de Cork Metropolità. Es troba al costat occidental del port de Cork, al sud de Cobh, i es troba a 15 quilòmetres de la ciutat de Cork, a la qual està connectat per la carretera N28. El poble té un port amb servei de ferris a França. El 2012 tancà el servei de ferri de Cork a Swansea (Gal·les).
És un dels majors centres d'ocupació en l'àrea de Cork. El poble és a prop de l'aeroport de Cork, així com de Crosshaven i Monkstown.

## Llocs d'interès
Hi ha una Torre Martello al cim d'un turó en Ringaskiddy, amb altres fortaleses i torres al port. Es pot arribar a aquesta torre des de la carretera al Lough Beg i ofereix una vista panoràmica sobre el port de Cork.

## Indústria
Ringaskiddy és un important centre industrial, en particular per les empreses farmacèutiques, com ara Centocor, GlaxoSmithKline, Hovione, Novartis, Pfizer, i Recordati. La major part de l'oferta mundial del tractament per l'erecció Viagra es fabrica ací. El port de Ringaskiddy fa servir la major part de les importacions de vehicles de la zona sud d'Irlanda.

### Rebuig a la incineradora
Una proposta per localitzar una incineradora de residus domèstics a Ringaskiddy va ser rebutjada per l'An Bord Pleanála en 2011. Els proponents de l'incinerador, Indaver Irerland, van reclamar que la instal·lació hauria alleujat la pressió sobre el programa d'abocadors del país. No obstant això, els locals i els ambientalistes afirmen que la incineradora hauria tingut un greu impacte en la salut i el medi ambient a la zona del port. També van expressar la seva preocupació per la ubicació del lloc proposat en una àrea propensa a inundacions. Indaver Ireland han dit que no han abandonat els seus plans.